# Gouveia (Minas Gerais)
Gouveia is een gemeente in de Braziliaanse deelstaat Minas Gerais. De gemeente telt 11.927 inwoners (schatting 2009).

## Aangrenzende gemeenten
De gemeente grenst aan Conceição do Mato Dentro, Datas, Diamantina, Monjolos, Presidente Juscelino en Santana de Pirapama.